# Fab Morvan
Fabrice "Fab" Morvan, född den 14 maj 1966 i Paris, är en fransk sångare, dansare och modell. Tillsammans med Rob Pilatus var han frontman för popgruppen Milli Vanilli, som var mycket framgångsrika i slutet av 1980-talet. 1990 framkom det dock att de inte var gruppens verkliga sångare.
Morvan föddes i Paris och flyttade till Tyskland vid 18 års ålder. Där träffade han Pilatus. De båda upptäcktes sedan av musikproducenten Frank Farian som gjorde dem till frontfigurer för Milli Vanilli. Gruppens första skiva, All Or Nothing, sålde bra. Gruppens andra skiva, Girl, You Know It's True, släpptes 1989 och gruppen vann en Grammy Award som bästa nya artist. Priset drogs sedan tillbaka efter att det uppdagats att gruppmedlemmarna inte själva sjöng.
Tillsammans med Pilatus bildade Morvan sedan gruppen Rob & Fab, där de sjöng på riktigt. 2003 släppte han albumet Love Revolution. 